# Trithemis dorsalis
Trithemis dorsalis är en trollsländeart som först beskrevs av Jules Pièrre Rambur 1842.  Trithemis dorsalis ingår i släktet Trithemis och familjen segeltrollsländor. IUCN kategoriserar arten globalt som livskraftig. Inga underarter finns listade i Catalogue of Life.

## Bildgalleri

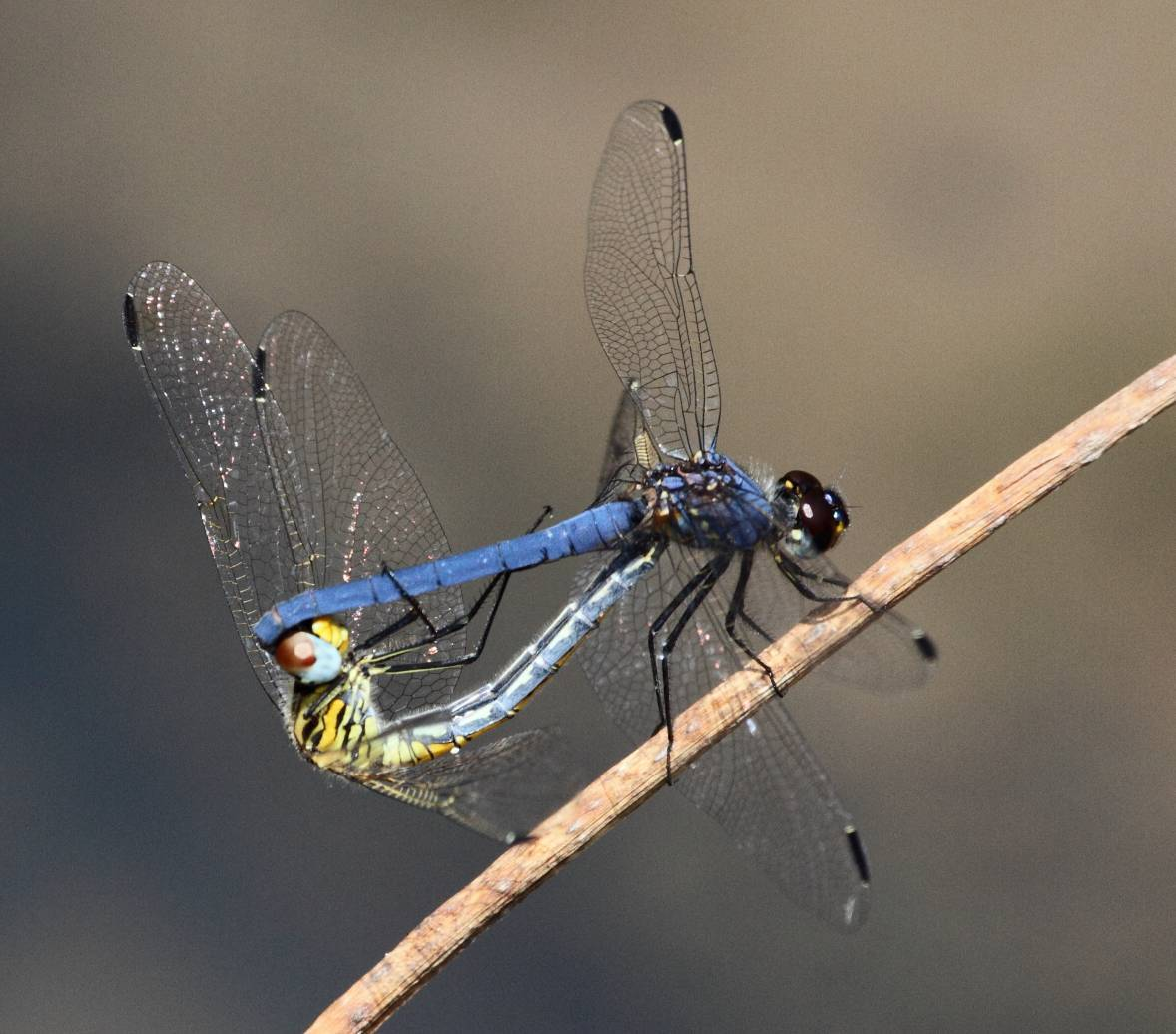
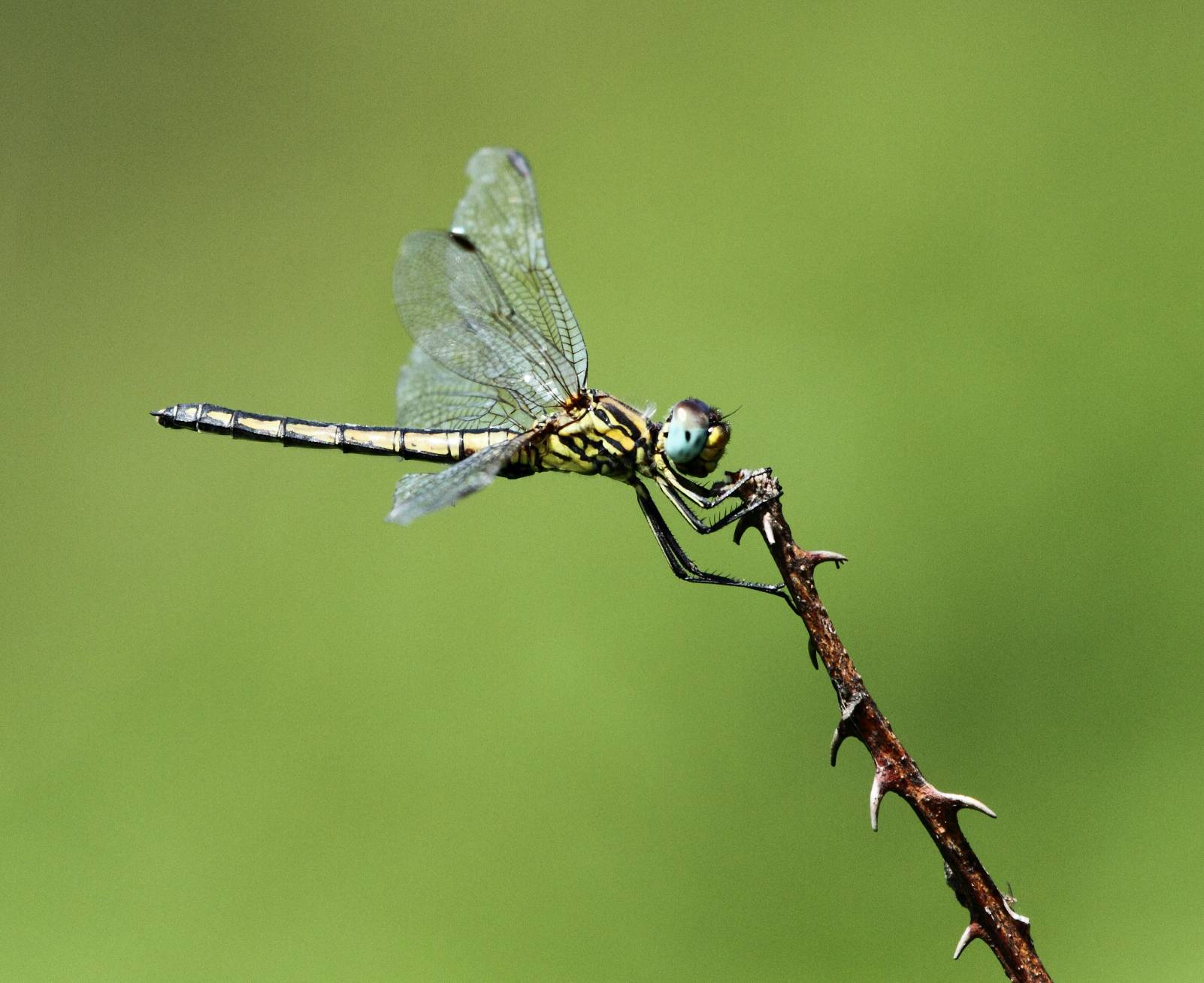